# Ulica Piasta Kołodzieja w Krakowie
Ulica Piasta Kołodzieja – ulica w Krakowie, położona w całości w dzielnicy XV Mistrzejowice.

## Przebieg
Ulica rozpoczyna swój bieg na Rondzie Piastowskim. Na początkowym odcinku, 100 metrów na północ za rondem, w ciągu arterii znajduje się skrzyżowanie z ulicami Kleeberga (po lewej stronie) i Kruszwicką (po prawej). Dalej znajduje się drugie czterowlotowe skrzyżowanie ulicy Piasta Kołodzieja z ulicami Bitwy nad Bzurą (po lewej stronie) i Popielidów (po prawej). Na następnym odcinku ulicy, po prawej stronie dochodzą dwie przecznice, pierwszą jest ulica Perkuna, dalej ulica Ognistych Wici. Za skrzyżowaniem z ulicą Ognistych Wici w ciągu ulicy znajduje się przelotowa pętla autobusowa „Os. Piastów”. Następnie znajdują się skrzyżowania ulicy z drogami wyjazdowymi z parkingów sklepu „Lidl” oraz biurowca „Columbus”, a także wyjazdy z osiedli i Urzędu Skarbowego Kraków - Nowa Huta. Ulica kończy bieg na skrzyżowaniu z ulicą Powstańców, tuż przed torami kolejowymi linii nr 8 oraz nr 95.

## Historia
Ulica została wytyczona na przełomie lat 60. i 70. XX wieku, w związku z budową założenia architektoniczno-urbanistycznego Mistrzejowic. W 1976 roku w ciągu ulicy oddano torowisko tramwajowe do pętli „Os. Piastów”, będące odnogą oddanej dwa lata wcześniej trasy tramwajowej przedłużonej z pętli „Bieńczyce” do pętli „Mistrzejowice”. W roku 2002 nastąpiła przebudowa torowiska tramwajowego, biegnącego w ciągu ulicy. W 2018 roku przebudowano chodniki w ciągu ulicy od Ronda Piastowskiego do pętli tramwajowo-autobusowej „Os. Piastów”, a także infrastrukturę niektórych przystanków autobusowych i tramwajowych oraz dokonano realizacji brakującej tu wcześniej infrastruktury rowerowej w postaci dwukierunkowych dróg rowerowych po obydwu stronach ulicy oraz przejazdów dla rowerzystów.

## Infrastruktura
Ulica Piasta Kołodzieja w większości jest drogą dwupasmową z torowiskiem tramwajowym, biegnącym wzdłuż ulicy od początku przy Rondzie Piastowskim do pętli „Os. Piastów”, znajdującej się nieopodal skrzyżowania ulicy Piasta Kołodzieja z ulicą Ognistych Wici. Na ulicy znajdują się trzy zespoły przystanków tramwajowo-autobusowych MPK Kraków – „Kleeberga” (przy skrzyżowaniu z ulicami Kleeberga i Kruszwicką), „Piasta Kołodzieja” (przy skrzyżowaniu z ulicami Bitwy nad Bzurą i Popielidów) i „Os. Piastów” (pętla tramwajowo-autobusowa), a także jeden zespół przystanków autobusowych – „Urząd Skarbowy Nowa Huta”. W otoczeniu arterii znajduje się m.in. Kościół Matki Bożej Nieustającej Pomocy, Urząd Skarbowy Kraków – Nowa Huta, biurowiec „Columbus”, pawilony handlowe na Osiedlu Bohaterów Września, Urząd Pocztowy, Filię 48 Biblioteki Kraków oraz inne punkty handlowe i usługowe. 
Ulicę otaczają osiedla Bohaterów Września od zachodu i Piastów od wschodu.
W przyszłości są plany przebudowy układu komunikacyjnego w końcowym fragmencie ulicy poprzez budowę nowego wiaduktu drogowego nad torami kolejowymi na osi ulicy Piasta Kołodzieja ograniczonego z obu stron rondami. W tym miejscu w ciągu linii kolejowych ma powstać nowy przystanek dla pociągów Szybkiej Kolei Aglomeracyjnej. Ponadto do tego miejsca, na końcu ulicy Piasta Kołodzieja ma zostać wydłużona linia tramwajowa dzisiaj kończąca bieg na pętli „Os. Piastów”, pół kilometra bliżej, która w takiej sytuacji uległaby likwidacji.

## Galeria

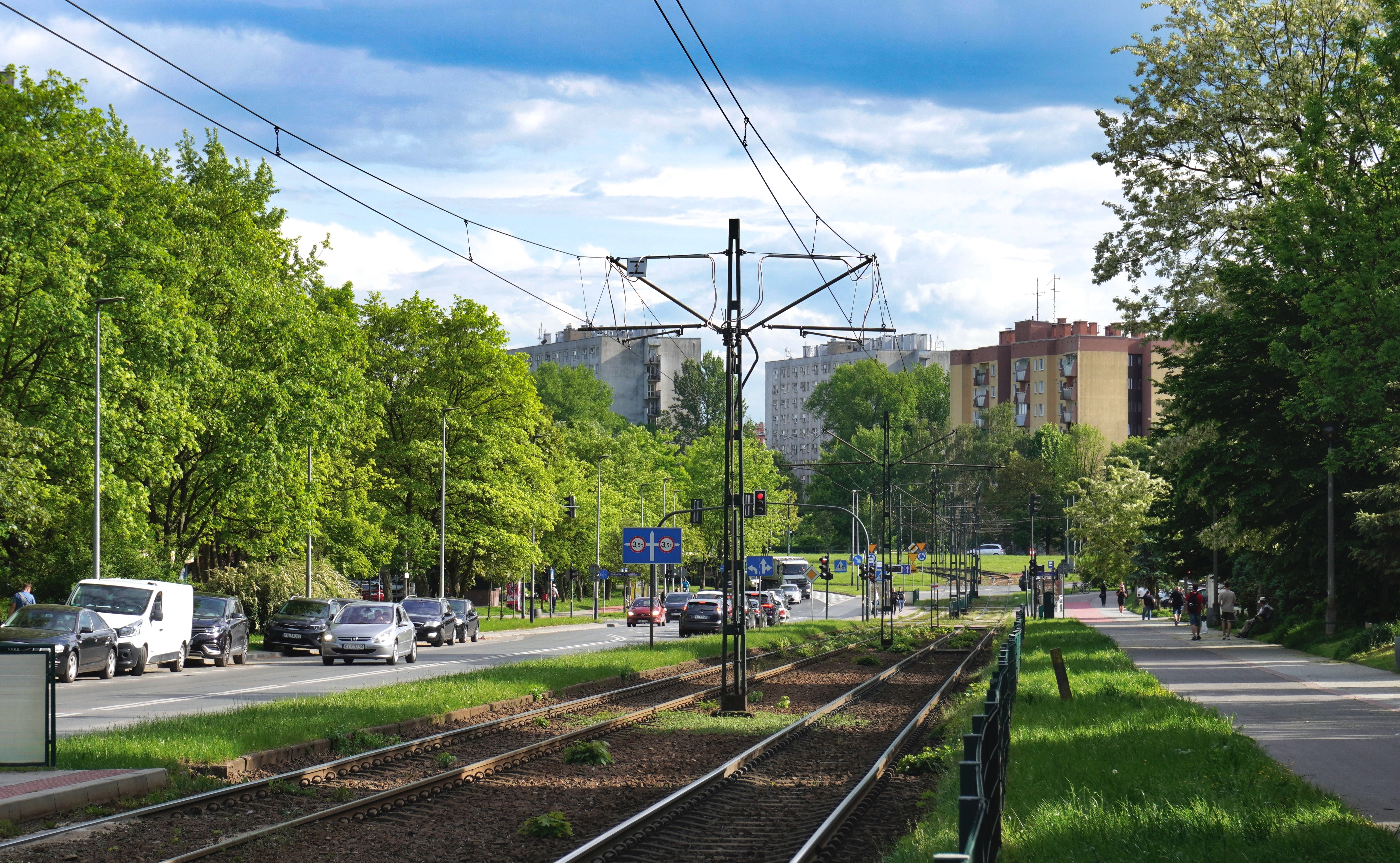
Widok ulicy na południe, od skrzyżowania z ulicami Bitwy nad Bzurą i Popielidów
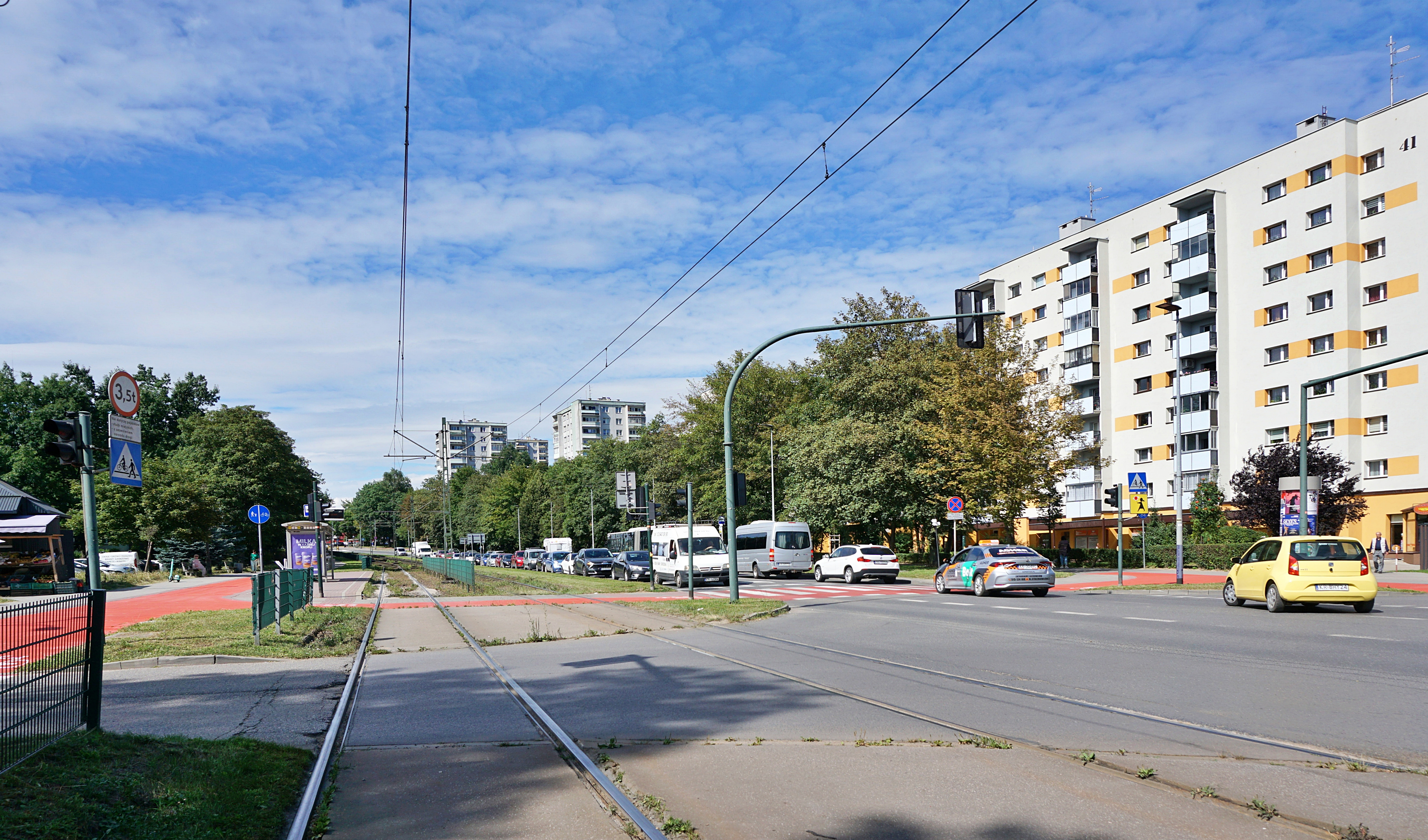
Widok na północ na wysokości skrzyżowania z ul. Bitwy nad Bzurą